# Danh sách trận đấu quốc tế của Đội tuyển bóng đá quốc gia Việt Nam Dân chủ Cộng hòa

Quốc kỳ Việt Nam Dân chủ Cộng hòa

Danh sách trận đấu quốc tế của Đội tuyển bóng đá quốc gia Việt Nam Dân chủ Cộng hòa bao gồm tất cả các trận đấu của Đội tuyển bóng đá quốc gia Việt Nam Dân chủ Cộng hòa được ghi lại trên trang thống kê bóng đá Rec.Sport.Soccer Statistics Foundation (RSSSF). Các trận thắng được tô màu xanh, hòa tô màu vàng và thua màu hồng. Kết quả của các trận đấu được tính trong thời gian 90 phút chính thức.

## Các trận đấu
| STT | Ngày                 | Đối thủ               | Kết quả | Giải đấu        | Địa điểm                |
| --- | -------------------- | --------------------- | ------- | --------------- | ----------------------- |
| 1   | 4 tháng 10 năm 1956  | Trung Quốc (1)        | 3–5     | Giải 3 quốc gia | Bắc Kinh, Trung Quốc    |
| 2   | 10 tháng 10 năm 1956 | CHDCND Triều Tiên (1) | 0–3     | Giải 3 quốc gia | Bắc Kinh, Trung Quốc    |
| 3   | 22 tháng 10 năm 1959 | CHDCND Triều Tiên (2) | 0–5     | Giải 3 quốc gia | Bình Nhưỡng, Triều Tiên |
| 4   | 28 tháng 10 năm 1959 | Trung Quốc (2)        | 0–2     | Giải 3 quốc gia | Bình Nhưỡng, Triều Tiên |
| 5   | 22 tháng 11 năm 1959 | Algérie (1)           | 0–5     | Giao hữu        | Hà Nội                  |
| 6   | 3 tháng 10 năm 1960  | Mông Cổ (1)           | 3–1     | Giải 4 quốc gia | Hà Nội                  |
| 7   | 8 tháng 10 năm 1960  | CHDCND Triều Tiên (3) | 1–3     | Giải 4 quốc gia | Hà Nội                  |
| 8   | 11 tháng 10 năm 1960 | Trung Quốc (3)        | 3–4     | Giải 4 quốc gia | Hà Nội                  |
| 9   | 25 tháng 4 năm 1963  | Trung Quốc (4)        | 0–1     | Giải quốc tế    | Jakarta, Indonesia      |
| 10  | Tháng 4 năm 1963     | Campuchia (1)         | 3–2     | Giải quốc tế    | Jakarta, Indonesia      |
| 11  | 29 tháng 4 năm 1963  | Indonesia (1)         | 1–3     | Giải quốc tế    | Jakarta, Indonesia      |
| 12  | Tháng 11 năm 1963    | Ai Cập (1)            | 1–4     | GANEFO          | Jakarta, Indonesia      |
| 13  | Tháng 11 năm 1963    | Lào (1)               | 9–1     | GANEFO          | Jakarta, Indonesia      |
| 14  | Tháng 11 năm 1963    | CHDCND Triều Tiên (4) | 0–2     | GANEFO          | Jakarta, Indonesia      |
| 15  | 2 tháng 8 năm 1965   | CHDCND Triều Tiên (5) | 0–1     | GANEFO          | Bình Nhưỡng, Triều Tiên |
| 16  | 3 tháng 8 năm 1965   | Campuchia (2)         | 1–1     | GANEFO          | Bình Nhưỡng, Triều Tiên |
| 17  | 5 tháng 8 năm 1965   | Guinée (1)            | 2–1     | GANEFO          | Bình Nhưỡng, Triều Tiên |
| 18  | 8 tháng 8 năm 1965   | Trung Quốc (5)        | 3–3     | GANEFO          | Bình Nhưỡng, Triều Tiên |
| 19  | 10 tháng 8 năm 1965  | Indonesia (2)         | 1–2     | GANEFO          | Bình Nhưỡng, Triều Tiên |
| 20  | 26 tháng 11 năm 1966 | Bắc Yemen (1)         | 9–0     | GANEFO          | Phnôm Pênh, Campuchia   |
| 21  | 27 tháng 11 năm 1966 | Palestine (1)         | 4–0     | GANEFO          | Phnôm Pênh, Campuchia   |
| 22  | 29 tháng 11 năm 1966 | Trung Quốc (6)        | 0–2     | GANEFO          | Phnôm Pênh, Campuchia   |
| 23  | 30 tháng 11 năm 1966 | Campuchia (3)         | 2–2     | GANEFO          | Phnôm Pênh, Campuchia   |
| 24  | 6 tháng 12 năm 1966  | CHDCND Triều Tiên (6) | 1–3     | GANEFO          | Phnôm Pênh, Campuchia   |

## Thống kê đối đầu
| Đối thủ           | Số trận | Thắng | Hòa | Thua | Hiệu số |
| ----------------- | ------- | ----- | --- | ---- | ------- |
| Algérie           | 1       | 0     | 0   | 1    | 0–5     |
| Trung Quốc        | 6       | 0     | 1   | 5    | 9–17    |
| Guinée            | 1       | 1     | 0   | 0    | 2–1     |
| Indonesia         | 2       | 0     | 0   | 2    | 2–5     |
| Campuchia         | 3       | 1     | 2   | 0    | 6–5     |
| Lào               | 1       | 1     | 0   | 0    | 9–1     |
| Mông Cổ           | 1       | 1     | 0   | 0    | 3–1     |
| Bắc Yemen         | 1       | 1     | 0   | 0    | 9–0     |
| CHDCND Triều Tiên | 6       | 0     | 0   | 6    | 2–17    |
| Palestine         | 1       | 1     | 0   | 0    | 4–0     |
| Ai Cập            | 1       | 0     | 0   | 1    | 1–4     |
| Tổng              | 24      | 6     | 3   | 15   | 47–56   |